# Chen Ran
Chen Ran 陈染 (Pechino, aprile 1962) è una scrittrice cinese contemporanea.

## Biografia
Chen Ran (in cinese 陈染, pinyin Chén Rǎn) è nata nell'aprile 1962 a Pechino. La sua era una famiglia di intellettuali benestanti, ma infelice. I suoi genitori divorziarono quando lei era ancora al liceo e da quel momento Chen fu affidata alla madre. Questi traumatici ricordi di un'infanzia emotivamente difficile diventano materiale di spunto per la creazione letteraria: alcuni dei suoi temi ricorrenti sono proprio il rapporto controverso con l'entourage familiare, che nelle sue opere è raramente dipinto in toni sereni, così come il rapporto conflittuale con la figura paterna. 
All'età di diciotto anni Chen si appassiona alla letteratura e inizia a scrivere prima poesia e poi narrativa. All'età di 23 anni si laurea in studi umanistici all'Università di Pechino, dove insegnerà letteratura cinese per circa quattro anni. Successivamente lavora come redattrice presso la casa editrice Writer's Publishing House e avvia la sua carriera di scrittrice professionista.
Il film Yesterday's Wine, tratto da un suo racconto breve Brindisi col passato, è stato scelto per essere proiettato alla 4ª Conferenza Mondiale sulle Donne, tenutasi a Pechino nel 1995.
Lungo il corso della sua carriera ha vinto numerosi premi, tra cui il primo Contemporary China Female Creative Writer's Award. Attualmente vive a Pechino ed è membro dell'Associazione degli scrittori cinesi. Ha tenuto conferenze in diverse università straniere tra cui quelle di Melbourne, Berlino, Londra e Oxford.

## Carriera e tematiche
Rappresentante della narrativa d'avanguardia, porta sulla scena cinese tematiche mai affrontate prima, come l'introspezione psicologica, la solitudine, il sesso, l'incesto e le relazioni omosessuali, lo studio del corpo e della fisicità, riflettendo per la prima volta in maniera profonda e diretta sull'individuo anziché sulla società. Il suo primo racconto è Il male del secolo, pubblicato nel 1986 nella rivista Raccolto (收获, Shouhuo). Le sue prime opere affrontano le problematiche di una generazione di giovani insoddisfatti. Spaesati e confusi dal rapido processo di modernizzazione e dall'apertura forzata verso l'Occidente, affermatisi dopo l'era maoista, si rifugiano nel proprio mondo interiore.
Nel corso degli anni Novanta Chen Ran conquista visibilità nel panorama letterario cinese. Il racconto che segna la svolta è Brindisi col passato (与往事干杯, Yu wangshi ganbei), pubblicato nel 1996, in cui affronta una serie di tematiche controverse, come quella dei rapporti intimi di una giovane donna con un padre e un figlio, prefigurando alcuni dei topoi ricorrenti nella sua produzione, fra cui il sesso al di là dei vincoli matrimoniali e familiari.
La scrittrice indaga la complessità psicologica dell'individuo moderno, concentrandosi sulla specificità dell'esperienza femminile: il suo punto di partenza è sempre la donna. Chen Ran si concentra su aspetti che fino a quel momento erano stati considerati marginali: lo sgretolamento familiare, l'alienazione nella metropoli, l'omosessualità, l'indagine psicologica, attuando un ribaltamento di prospettiva e allontanandosi da quelli che erano considerati i temi tradizionali cinesi, come la politica e la società nel suo insieme.
La stessa Chen Ran afferma:
(Chen Ran, L'individualismo dello scrittore)
Le protagoniste, sempre femminili, combattono contro la solitudine e l'alienazione senza un apparente risultato: perse nel proprio mondo interiore non trovano più conforto in alcun tipo di rapporto umano, che siano uomini o donne.
(Chen Ran, A Private Life)
Tra i suoi racconti più conosciuti si ricordano La finestra vuota (空的窗, Kong de chuang) del 1991, Nessun posto per dirsi addio (无处告别, Wuchu gaobie) e La luce del sole tra le labbra (嘴唇里的阳光 , Zuichun li de yangguang) entrambi del 1992, La strega e la porta dei suoi sogni (巫女与她的梦中之门, Wunu yu ta de meng zhong zhi men). La sua opera più rappresentativa, nonché suo unico romanzo, è Vita privata (私人生活, Siren shenghuo), pubblicato nel 1996, di cui esiste anche una traduzione in inglese del 2004.

## Il romanzoVita privata
La protagonista della vicenda è Ni Niuniu, una ragazza che dà libero sfogo ai suoi pensieri descrivendo umori e sensazioni legate alla turbolenta età dell'adolescenza. Figlia unica, ha un rapporto conflittuale con il padre, più dolce con la madre, anche se si sente spesso distante da qualsiasi rapporto umano e profondamente sola. Anche tra i compagni di scuola viene esclusa e si troverà ad avere una relazione amorosa con il suo insegnante, il maestro Ti. Al contempo è affascinata dalla vedova He, sua vicina di casa, una donna molto più vecchia di lei. Pensieri confusi e perversi la tormentano mentre cerca, in quest'età di cambiamenti, di trovare una propria identità sessuale. Studia le trasformazioni del suo corpo e parla a parti di esso come fossero entità a sé stanti dotate di vita propria. Una volta al college, sembra incontrare l'amore della vita nel compagno di studi Yin Nan, ma la loro storia finisce bruscamente quando quest'ultimo viene coinvolto nelle proteste di piazza Tiananmen. Traumatizzata da questa perdita e dalla morte della madre e della vedova He, Ni Niuniu si rifugia irrimediabilmente nel proprio io diventando la "signorina Nessuno". Infatuata del suo corpo e di sé stessa, dopo essere stata dimessa da un ospedale psichiatrico, passa la maggior parte del suo tempo immersa e abbandonata nella vasca da bagno, diventata ormai il suo unico rifugio.
Nelle opere di Chen Ran la figura maschile si scontra spesso con quella femminile, sia a livello familiare che sentimentale, metafora usata per rappresentare, e criticare, il sistema patriarcale cinese. Le debolezze, incertezze e stravaganze della protagonista diventano fertile terreno per la profonda indagine psicologica condotta dall'autrice. La prima persona si alterna alla terza in un flusso di pensiero e monologo interiore continuo, che assume più la forma di note veloci che quella di un diario personale ben organizzato, rendendo la narrazione frammentata e a volte difficile da seguire. Racconti reali si mischiano a episodi onirici in cui la fantasia galoppante dell'adolescente prende il sopravvento, facendo perdere al lettore il confine tra realtà e finzione. Il risultato è un intrigante racconto che, sullo sfondo degli episodi storici di Tiananmen e della Rivoluzione Culturale, cattura tra le righe l'acuta sensibilità di una donna che fugge dal movimentato mondo moderno, per rifugiarsi nei piaceri e nei desideri del proprio io interiore.

## La scrittura individualista
La critica letteraria ha accorpato la produzione di Chen Ran in un unico filone, denominato in diversi modi: "scrittura del privato" (私人化写作, sirenhua xiezuo), "letteratura femminile degli anni '90" (九十年代女性文学, jiushi niandai nuxing wenxue), femminismo (女性主义, nuxing zhuyi, inteso come rivendicazione della propria individualità di donna e non difesa dei diritti politici ad essa connessi), narratologia del corpo (身体叙事学, shenti xushixue) e, fra tutti, "scrittura individualista" (个人化写作, gerenhua xiezuo). Le altre principali esponenti di questo movimento letterario sono: Lin Bai, Hai Nan, Hong Ying, Xu Kun e Xu Xiaobin.
Benché esse abbiano iniziato a pubblicare già dagli anni '80, raggiungono la piena popolarità nel decennio successivo. Gli anni '90 infatti, sembrano essere un periodo particolarmente favorevole per la scrittura femminile, grazie alla distensione della politica interna cinese, all'apertura verso l'Occidente che ha portato con sé i fenomeni della commercializzazione e della modernizzazione. Lo studio di questo genere letterario offre un ottimo spunto di riflessione per la tematica sulla condizione femminile in Cina. Nei secoli precedenti le donne erano sempre state escluse dalla vita sociale e politica, nonché dal panorama letterario. Non è la prima volta che esse tentano di esprimersi tramite la scrittura, ma ciò in precedenza era considerato un semplice diletto tra le mura casalinghe, uno sfogo dallo stato di isolamento e sottomissione al quale erano soggette e che le donne dovevano tenere per sé. Questa è sicuramente la prima volta che le donne fanno sentire la propria voce nel panorama letterario in maniera così decisa e provocatoria, ritagliandosi un proprio spazio alla pari dell'uomo.
È proprio questa presa di posizione ad essere stata inizialmente sottovalutata dalla critica, che non considera la produzione delle autrici al pari di quella degli uomini, ritenendo che le tematiche da queste affrontate, lontane dalla politica, rivestissero un'importanza inferiore. Questo iniziale svilimento del fenomeno è probabilmente ciò che ha salvato tali scrittrici dalla censura, ancora oggi presente in Cina. Paradossalmente, trattare tematiche scabrose ed eccessive, o taboo come il sesso, le relazioni incestuose, lo studio del corpo e del piacere, era più consentito che intromettersi negli affari politici. La stessa Lin Bai afferma:
(Lin Bai, La cura dell'anima ed il volo poetico)
Proprio le tematiche licenziose affrontate da queste scrittrici ne hanno decretato l'interesse e il successo, tanto che le loro opere sono state spesso strumentalizzate dal mercato, enfatizzandone solo questo particolare aspetto e minimizzando così la portata e la complessità del fenomeno nel suo insieme. Le esperienze sono intime, ma la denuncia è spesso rivolta proprio alla società che porta all'insoddisfazione dell'individuo moderno. Sembra si racconti l'anormalità, ma in realtà si tratta di una normalità che è meglio tacere: la pazzia, l'odio per il padre, il complesso di Elettra, l'amore malato per la madre, il piacere carnale, il lesbismo. È una narrativa che non narra, ma che comunica sensazioni. Spesso le opere mancano di una trama portante, sono un frammentario e continuo flusso di coscienza. Al di là dell'iniziale disinteressamento nei confronti di questa scrittura individualista è invece possibile scovare tra le righe i riferimenti agli avvenuti cambiamenti sociali, all'urbanizzazione repentina e alla globalizzazione, fenomeni che nella Cina contemporanea hanno provocato pesanti ripercussioni nelle vite e nella psiche dei singoli individui.
Wang Meng, Ministro della Cultura dal 1986 al 1989 e scrittore egli stesso, riferendosi alle opere di Chen Ran e più in generale a quelle delle scrittrici dell'epoca post-maoista, ha attribuito la scelta delle tematiche di cui esse si sono occupate alla specificità del genere femminile a cui appartengono: la più acuta sensibilità posseduta dalle donne le avrebbe condotte a privilegiare il regno delle sensazioni umane, rendendole al contempo più sensibili e meno politicizzate.  Così si esprime lo studioso cinese Leung Lai-fong al riguardo, inquadrando perfettamente la tematica:
(Leung Lai-fong, In search of love and self: the image of young female intellectuals in post-Mao women's fiction)
La stessa Chen Ran, in un'intervista, interrogata sul ruolo della letteratura, afferma:
Con Chen Ran e con le scrittrici degli anni '90 sembra dunque scardinarsi il ruolo secondario che le donne avevano nel panorama letterario. Esse finalmente assumono coscienza di sé ed esprimono la propria voce, seppur ancora tenute in disparte dalla vita politica.

## Opere
- 1985, 嘿! 别那么丧气 (Hei! Non ti scoraggiare così)
- 1992, 空的窗 (La finestra vuota)
- 1992, 嘴唇里的眼光La luce del sole tra le labbra)
- 1993, 巫女与她的梦中之门 (La strega e la porta dei suoi sogni)
- 1996, 与往事干杯 (Brindisi col passato)
- 1996, 无处告别 (Nessun posto per dirsi addio)
- 1996, 私人生活 (Vita privata)
- 1997, 碎音 (Acciaccatura)
- 1998, 独自在家 (Sola a casa)
- 1999, 残痕 (Cicatrici)
- 2000, 百鸟争鸣，好风影 (Che cento uccelli cantino, un bel panorama)
- 2000, 声声断断 (Fiumi di parole)
- 2001, 感觉灰色 (Sentire il grigio)
- 2001, 孤独旅程 (Viaggio solitario)
- 2001, 另一只耳朵的敲击声(Il suono di un altro orecchio che bussa)
- 2001, 破开 (Spaccatura)
- 2001, 纸片儿 (Pezzetti di carta)